# Бекир Мисирлић
Бекир Мисирлић (Бања Лука, 26. август 1931 – Бања Лука, 1. новембар 2001)⁠ био је југословенски и босанскохерцеговачки умјетник.

## Биографија
Средњу техничку школу, смјер архитектура и конструкција завршио је 1950, а Вишу педагошку школу одсјек лијепих умјетности 1953. у Бања Луци. Радио је као наставник цртања у основној школи и гимназији, а потом као први директор Умјетничке галерије у Бања Луци (1970-1973).⁠ Од 1973. године запослен је у Дому културе у својству аниматора културе (организатор изложби и водитељ сликарских курсева). Прву самослталну изложбу имао је у "Плавом подруму" 1953. у Бањој Луци, на којој је његова слика "Размишљање побрала симпатије публике.
Један је од оснивача групе "Четворица". Био је члан грпе "Простор-Облик". Бавио се сликарством, скулптуром, керамиком и мозаиком. Имао је читав низ самосталних изложби, а учествовао је и на многобројним колективним изложбама. Добитник је многих награда и признања. Био је дописни члан Академије наука и умјетности Босне и Херцеговине од 1987. Ретроспективна изложба радова Бекира Мисирлића отворена је у новембру 1990. године у галерији Collegium Artisticum у Сарајеву, у организацији Умјетничке галерије БиХ и Умјетничке галерије Бања Лука. Током Одбрамбено-отаџбинског рата живио је и радио у Бањој Луци. У ратном и поратном периоду (1991-1998) насликао је своја два посљедња циклуса: Црне главе (1991-1993) и Макове (1994-1998).
Преминуо је 2001. и сахрањен на Новом гробљу у Бањој Луци.⁠

## Награде и признања
- Награда 27. јул[6]
- Награда Веселин Маслеша Бања Лука[6]
- Златна плакета СИЗ-а културе,[6]
- Награда Collegium artisticuma за сликарство[6]
- Награда града Чачка[7]
- Награда Collegium artisticuma за вајарство[6]
- Награда града Београда[6]
- Награда града Карловца[6]
- Златни грб Града Бања Лука (2004), постхумно[8]